# Andrzej Supron
Andrzej Supron (n. 22 octombrie 1952, Varșovia, Polonia) este un luptător ce a reprezentat Polonia, medaliat olimpic. A participat la 3 ediții ale Jocurilor Olimpice (1972, 1976, 1980) în care a câștigat o medalie de argint.